# Chloroclystis trichophora
Chloroclystis trichophora là một loài bướm đêm trong họ Geometridae.